# (182592) Jolana
(182592) Jolana est un astéroïde de la ceinture principale.

## Description
(182592) Jolana est un astéroïde de la ceinture principale. Il fut découvert le 8 octobre 2001 à l'observatoire Palomar par le programme NEAT. Il présente une orbite caractérisée par un demi-grand axe de 2,62 UA, une excentricité de 0,07 et une inclinaison de 6,7° par rapport à l'écliptique.

## Compléments